# Смерть Эрика Картмана
«Смерть Эрика Картмана» (англ. The Death of Eric Cartman) — эпизод 906 (№ 131) сериала «Южный Парк», премьера которого состоялась 13 апреля 2005 года.

## Сюжет
Картман, Стэн, Кенни и Кайл ждут кусков курицы из Kentucky Fried Chicken, которые должна принести из заведения мама Стэна. Когда она приходит, Стэн, Кайл и Кенни соглашаются помочь ей принести остальные сумки; пока они отсутствуют, Картман быстро съедает кожицу со всех кусков курицы. Затем он оставляет ошалевших друзей одних, говоря, что ему надо в туалет.
Стэн, Кайл и Кенни разъярены этим поступком Картмана больше, чем каким-либо из предыдущих. Они решают в качестве мести игнорировать его. В школе одноклассники, услышав об этой идее, с радостью к ней присоединяются. Придя в школу, Картман пытается с кем-нибудь заговорить, но никто не обращает на него внимания. Эрик, очень напуганный происходящим, приходит домой. Там его мама заменяет унитаз, «не выдержавший такого количества куриной кожицы», и в качестве уплаты занимается сексом с сантехником. Эрик видит, как из дома выносят что-то в продолговатом ящике, а затем слышит стоны матери, которые принимает за плач. Из-за этого Картман решает, что он умер.
Плача, Картман бродит по улицам, где прохожие также остаются совершенно безучастными к несчастному ребёнку. Когда он проходит мимо не пошедшего в школу Баттерса, тот с ним здоровается. Потрясённый Картман понимает, что Баттерс видит и слышит его; он объясняет Баттерсу, что ему необходимо завершить свои дела на Земле, чтобы спокойно отправиться в рай. Баттерс очень боится Эрика, которого считает призраком; он рассказывает о происходящем родителям, но те решают, что Баттерс помешался, и отдают его в клинику для проведения изощрённо-садистского курса лечения. Однако Картман продолжает являться к Баттерсу, и тот, смирившись, решает ему помочь.
Картман составляет список своих грехов и начинает их исправлять — в основном даря фрукты тем, кто пострадал от его поступков. Кроме того, он извиняется перед кем считает нужным — друзьями, мамой, кошкой. Стэн, Кайл и Кенни удивлены тем, что происходит, однако пока решают не вмешиваться.
После всего произошедшего Картман рассчитывает, что растворится в воздухе, однако этого не происходит. Он решает, что оставлен в этом мире для какого-то большого свершения. Они с Баттерсом видят по телевидению репортаж об ограблении и решают освободить заложников. С помощью довольно странного, но всё же сработавшего плана им это удаётся. После того, как преступников хватает полиция, Стэн, Кайл и другие четвероклассники подходят к Эрику и говорят, что они его прощают, потому что восхищены всеми добрыми делами, которые он сделал. Картман понимает, что не был призраком, и обрушивает весь свой гнев на Баттерса; когда он уходит, Баттерса находят и родители вместе с врачом, решившие продолжить садистское лечение.